# Dogo
Ne doit pas être confondu avec Dōgo.
Dogo est une localité et une commune rurale du Mali, chef-lieu du cercle de Dogo dans la région de Bougouni. Le village de Dogo compte 641 habitants lors du recensement de 2009.

## Histoire
Avant 2012, Dogo est une commune rurale du cercle de Bougouni dans la région de Sikasso. Lors de la réforme administrative de 2023, la commune rurale est soustraite du cercle de Bougouni et la localité est érigée en chef-lieu de cercle dans la région de Bougouni.

## Villages
La commune s'étend sur 59 localités relevées lors du recensement général de 2009. 
Les villages les plus peuplés sont :
- Diban (2 015 habitants)
- Nani (1 735 habitants)
- Kondo (1 337 habitants)